# 3. návštěvní expedice (Mir)
3. návštěvní expedice, zkráceně EP-3, (rusky 3-я экспедиция посещения, ЭП-3) na Mir, byla třetí návštěvní expedicí vyslanou Sovětským svazem na jeho vesmírnou stanici Mir. Expedice byla zahájena 7. června 1988 startem kosmické lodi Sojuz TM-5 a trvala do přistání Sojuzu TM-4 17. června 1988. Výprava byla tříčlenná, skládala se z velitele Anatolije Solovjova, palubního inženýra Viktora Savinycha a bulharského kosmonauta-výzkumníka Alexandra Alexandrova.

## Posádka
| Pozice              | Kosmonauti                                            |
| ------------------- | ----------------------------------------------------- |
| Velitel             | Anatolij Solovjov, (1) CPK                            |
| Palubní inženýr     | Viktor Savinych, (3) NPO Eněrgija                     |
| Kosmonaut-výzkumník | Alexandr Panajotov Alexandrov, (1) Letectvo Bulharska |

V závorkách je uveden dosavadní počet letů do vesmíru včetně této expedice.
| Pozice              | Kosmonauti                            |
| ------------------- | ------------------------------------- |
| Velitel             | Vladimir Ljachov, CPK                 |
| Palubní inženýr     | Alexandr Serebrov, NPO Eněrgija       |
| Kosmonaut-výzkumník | Krasimir Stojanov, Letectvo Bulharska |

## Průběh expedice
Hlavním úkolem 3. návštěvní expedice na stanici Mir bylo vystřídání kosmické lodi Sojuz TM-4, sloužící jako záchranná loď pro 3. základní expedici. Expedice se skládala z velitele z oddílu Střediska přípravy kosmonautů Anatolije Solovjova, palubního inženýra z oddílu NPO Eněrgija Viktora Savinycha a bulharského kosmonauta-výzkumníka Alexandra Alexandrova.
Zástupce Bulharska získal místo v kosmické lodi po dohodě sovětské a bulharské vlády z roku 1986. Let byl náhradou za neúspěšnou první misi bulharského kosmonauta v programu Interkosmos roku 1979, kdy se sovětsko-bulharské posádce Sojuzu 33 nepodařilo spojit se stanicí Saljut 6 a po dvoudenním letu se museli vrátit. Na vědecký program přispělo Bulharsko zhotovením přístrojů a vybavení v hodnotě, podle tehdejšího kurzu, 14 miliónů dolarů. Do konkursu na místo bulharského kosmonauta se přihlásilo na 300 pilotů vojenského letectva, do Střediska přípravy kosmonautů v Hvězdném městečku v lednu 1987 odjeli Alexandr Alexandrov a Krasimir Stojanov.
Posádky pro expedici byly zformovány v listopadu 1987 – hlavní ve složení Anatolij Solovjov, Viktor Savinych, Alexandr Alexandrov a záložní Vladimir Ljachov, Andrej Zajcev, Krasimir Stojanov. V březnu 1988 Zajceva vyřadili z posádky lékaři, nahradil ho Alexandr Serebrov.
Výprava začala startem kosmické lodi Sojuz TM-5 z kosmodromu Bajkonur 7. června 1988 ve 14:03 UTC, se stanicí Mir se loď spojila 9. června ve 20:09 UTC. Na Miru je přivítali Vladimir Titov a Musa Manarov z 3. základní expedice. Po spojení se kosmonauti pozdravili se sovětskými a bulharskými státníky, pak se věnovali práci.
Program experimentů se nazýval Šipka (podle průsmyku v Bulharsku, místa čtyř bitev rusko-turecké války 1877–1878). Zahrnoval dálkový průzkum Balkánského poloostrova, materiálové pokusy, astrofyzikální pozorování a lékařsko-biologické experimenty. Experiment Prognoz byl zaměřen na studium pracovní schopnosti kosmonautů, Potencial sledoval s použitím originální bulharské metodiky neuromuskulární reakce těla, Statokinetika chování vestibulárního aparátu, orientaci a koordinaci pohybů v beztíži, mikroprocesorový systém Zora s použitím zařízení Pleven-87 studoval lokomotorické funkce a volní procesy. V experimentu Son 3 byly během spánku kosmonautů pořizovány záznamy EEG. Při dálkovém průzkumu byl intenzívně využíván nový spektrometr Spektr-256 s 256 spektrálními kanály pro studium atmosféry a povrchu Země. V materiálovém experimentu Struktura byly připraveny slitiny hliník-měď-železo, hliník-wolfram a hliník-měď-wolfram. V experimentu Kliment-Rubidium kosmonauti připravili monokrystal RbAg4I5 pro použití při výrobě baterií a kondenzátorů. Na zařízení Ručej elektroforeticky zpracovávali vzorky interferonu připraveného metodami genetického inženýrství. Posádka také instalovala vysoce citlivý dozimetr Ljulin pro měření úrovně radiace v obytných úsecích stanice a systém Doza B pro určení biologického ekvivalentu dávky radiace. Kosmonauti také prověřovali bulharský astrofyzikální přístroj Rožen určený pro studium hvězdných objektů s možností analýzy a zpracování dat přímo na palubě komplexu osobním počítačem, dále zesilovač obrazu Paralax-Zagorka a impulsní fotometr Terma pro studium optických emisí v atmosféře Země. V posledním experimentu – Dosug – studovali vliv hudebních a video pořadů a počítačových her na psychickou pohodu a morálku členů posádek. Do návratové části lodi Sojuz TM-2 kosmonauti postupně uložili 30 kg získaného materiálu a výsledků experimentů.
Po splnění plánovaného programu se Solovjov, Savinych a Alexandrov v Sojuzu TM-4 17. června v 6:21 UTC odpoutali od Miru a téhož dne v 10:12 UTC přistáli v Kazachstánu, 202 km jihovýchodně od Džezkazganu.